# チェルシー・ブレムナー
チェルシー・ブレムナー（Chelsea Bremner、1995年4月11日 - ）は、ニュージーランドの女子ラグビー選手。

## プロフィール
- ニュージーランド出身[1]。
- ポジションはロック(LO)。
- 身長 181cm、体重 88kg
- 妹のアラナもラグビー選手[2]。
- 女子ニュージーランド代表キャップは8（2022年11月現在）。

## 略歴
2022年、ラグビーワールドカップ2021の女子ニュージーランド代表に選ばれて、ブラックファーンズ2大会連続優勝に貢献。